# تمل کوتیل
تمل کوتیل، (به انگلیسی: Temel Kotil) (زاده ۱۹۵۹) کارآفرین و مدیر ارشد اجرایی ترکیه‌ای است، که از آوریل ۲۰۰۵ تاکنون به‌عنوان مدیر عامل اجرایی شرکت ترکیش ایرلاینز فعالیت می‌کند.